# Коктобе (Кордайский район)
Коктобе (каз. Көктөбе, до 199? г. — Горноникольское) — аул в Кордайском районе Жамбылской области Казахстана. Входит в состав Сулуторского сельского округа. Код КАТО — 314856300.

## История
Село Горно-Никольское основано в 1911 г1. В 1913 г. в нём насчитывалось 80 дворов. Село входило в состав Архангельской волости Пишпекского участка Пишпекского уезда Семиреченской области.

## Население
В 1999 году население аула составляло 418 человек (217 мужчин и 201 женщина). По данным переписи 2009 года, в ауле проживало 317 человек (153 мужчины и 164 женщины).